# Donacia tuberculata
Donacia tuberculata är en skalbaggsart som beskrevs av Lacordaire 1845. Donacia tuberculata ingår i släktet Donacia och familjen bladbaggar. Inga underarter finns listade i Catalogue of Life.